# Hückelhoven
Hückelhoven è una città di 40 712 abitanti della Renania Settentrionale-Vestfalia, in Germania.
Appartiene al distretto governativo (Regierungsbezirk) di Colonia ed al circondario (Kreis) di Heinsberg (targa HS).
Hückelhoven si fregia del titolo di "Media città di circondario" (Mittlere kreisangehörige Stadt).